# Famille Frain
La famille Frain est une famille française d'ancienne bourgeoisie, originaire de Vitré en Bretagne.
Elle s'est développée en deux branches principales : 
- les Frain, sieurs du Chesnay, d'Yffer, puis de La Villegontier, anoblis en 1624 et plus tard comtes de La Villegontier[1]
- les Frain, sieurs de la Poultière, de Droigné, de la Motte puis de la Gaulayrie, seule branche subsistante au XXIe siècle, sans que la jonction entre les deux ne soit cependant précisément établie.

Les Frain de La Villegontier et de La Gaulayrie ont donné à la France et à la Bretagne des hommes politiques, magistrats et ecclésiastiques distingués, dont un maire de Rennes au XVIIe siècle et un vicaire général de ce diocèse au XIXe siècle, un pair de France sous la Restauration, un parlementaire de la IIIe République et un historien breton au XIXe siècle.

## Personnalités

### Branche de La Villegontier, précédemment Sieurs du Chesnay et d'Yffer
- Sébastien Frain, sieur du Chesnay[2], avocat au Parlement de Bretagne, auteur posthume des Arrests du parlement de Bretagne[3], maire de Rennes vers 1600[4], anobli par Louis XIII en novembre 1624. Il eut deux fils, dont un, sieur d'Yffer, donna la branche de la Villegontier[2].
- Sébastien Frain (+1699), seigneur de la Villegontier, sénéchal de Fougères.
- Louis-Spiridon Frain, comte de La Villegontier (1776-1849), sous-préfet de Versailles (1815-1816), préfet de l'Allier (1816-1817) puis de l'Ille-et-Vilaine (1817-1824), pair de France (1819-1848) président du Conseil général d'Ille-et-Vilaine (1833), commandeur de la Légion d'Honneur.
- Pierre-Marie Frain, comte de La Villegontier (1841-1920), conseiller général (1871-1901), député (1877-1878, 1881) puis sénateur d'Ille-et-Vilaine (1888-1897), maire de Parigné (1872-1920)

### Branche de La Gaulayrie, précédemment Sieurs de la Poultière, de Droigné, et de la Motte
- Pierre Frain, Sieur de la Poultière (15..-1598), négociant toilier vitréen, obtint en 1592, une sauvegarde de Philippe-Emmanuel de Lorraine, Duc de Mercœur aux fins de libre circulation de ses marchandises ainsi que de ses marchandises, en pleine guerre de La Ligue[5].
- Étienne Frain, Sieur de la Poultière (15..-1633) fils de Pierre qui précède, négociant toilier installé à Sanlúcar de Barrameda en Andalousie, pour le compte de ses parents vitréens, finança en 1592, au nom de la Confrérie des Marchands d'Outre-Mer, le voyage autour du monde de Pierre-Olivier Malherbe[6].
- Jean Frain, Sieur de Droigné, (1612-1685), avocat en Parlement, fermier des devoirs des états de Bretagne et de la communauté de Vitré[7].
- Jean Frain, Sieur de Droigné, puis de la Motte (1647-1740), avocat du Roi et procureur fiscal de la Baronnie de Vitré[7].
- Pierre Frain, Sieur de la Motte (1688-1768), fils de Jean qui précède , fut titulaire de la même charge que son père. Ses enfants seront Sieurs et Dames de la Gaulayrie[7].
- Jean-Baptiste Frain, Sieur de la Gaulayrie (1742-1770), fils de Pierre, trésorier de la paroisse Notre-Dame à Vitré[7].
- Jean-Joseph Frain de la Gaulayrie (1775-1859), fils du précédent, fut 2d adjoint au Maire de Vitré (alors Augustin Hardy), de 1816 à 1821[7].

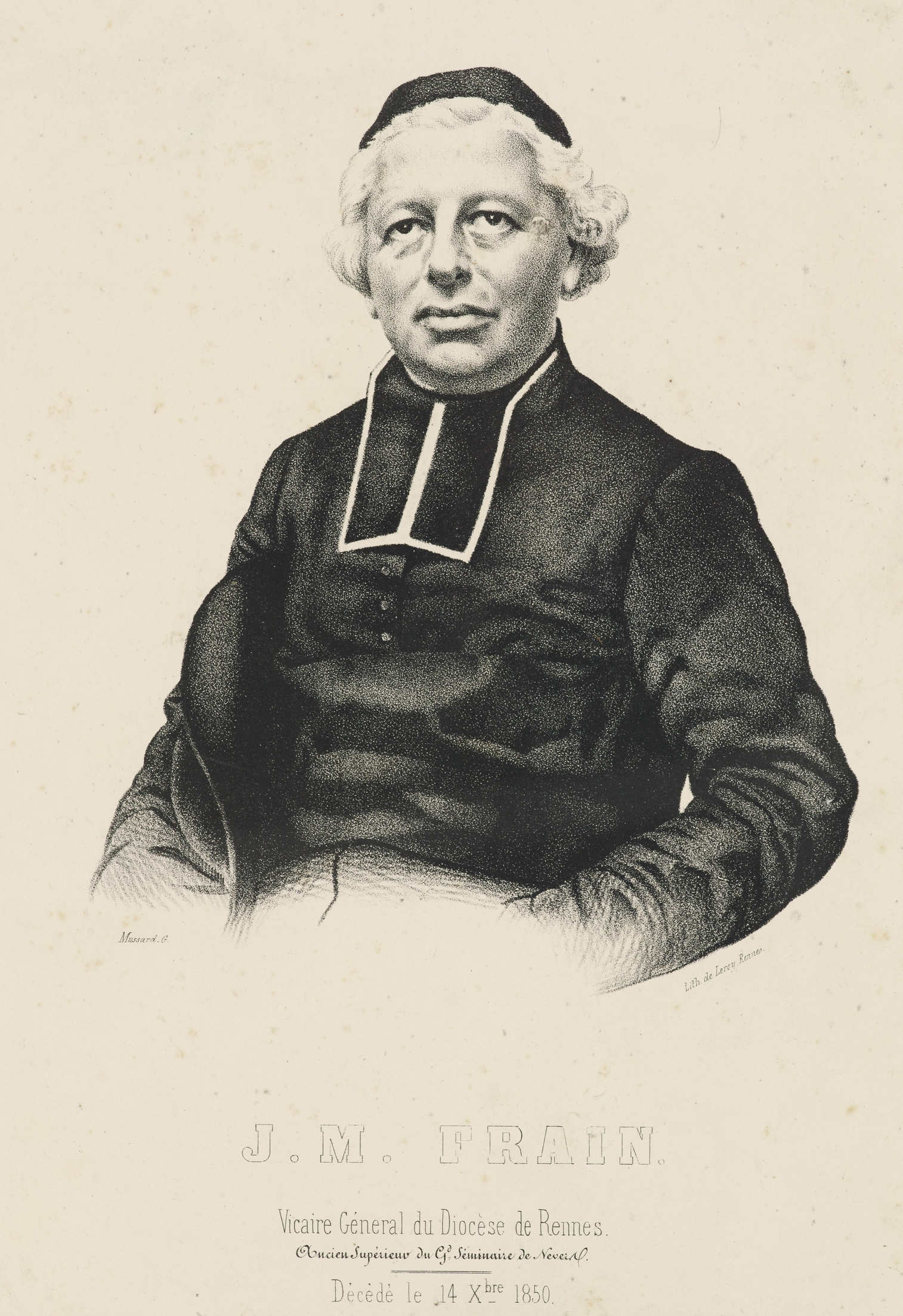
Portrait de Jean-Marie Frain de la Gaulayrie

- Jean-Marie Frain de la Gaulayrie (1794-1850), prêtre, supérieur du Grand Séminaire de Nevers à 28 ans (1822) et Vicaire Général du diocèse de Rennes (1841). Il fut cofondateur et premier supérieur  de la Congrégation des Filles du Cœur Immaculé de Marie (La Guilmarais, Vitré)[7].
- Édouard Frain de la Gaulayrie (1840-1921), historien et érudit breton, auteur d'une quarantaine d'ouvrages sur Vitré et ses environs, ainsi que des études généalogiques et des poésies.
- Christian Frain de la Gaulayrie (1916-1989), petit-fils d'Édouard, peintre, aquarelliste, dessinateur, graveur et illustrateur.
- Jean Frain de La Gaulayrie (1918-1980), petit-fils d'Édouard, officier de marine, capitaine de vaisseau, chevalier de la Légion d'Honneur. Champion de voile militaire en 1947 et 1950. Il commande le commando Trepel (1950-1952), le 3e bataillon DBFM, puis l'Aviso-escorteur "Doudart de Lagrée" (1963-1964).
- Yves de Kerouallan (1895-1984), petit-fils d'Édouard, peintre breton.

## Armes

Armes des Frain de la Villegontier.

Armes des Frain de la Motte.

Armes des Frain de la Gaulayrie

- Armes de la famille Frain, sieurs de la Villegontier[8], d'Yffer, du Chesnay : D'azur au chevron d'argent, accompagné en chef de deux rencontres de bœuf d'or et en pointe d'un croissant montant du même[9][réf. incomplète]
- Armes de la famille Frain, sieurs de la Motte (Armorial général de France) : D'argent à trois molettes de sable, posées 2 et 1, au chef d'azur chargé de deux têtes et cols de cheval d'or, posés de profil. (Jean Frain de la Motte)[10]
- Armes de la famille Frain, sieurs de la Gaulayrie : D'argent à trois molettes de sable, posées 2 et 1, au chef d'azur chargé de deux têtes et cols de cheval d'argent, posés de profil.[11]

## Propriétés

### Branche de La Villegontier
- Château de la Ville-Gontier, La Villegontier, Parigné (Ille et Vilaine)

### Branche de La Gaulayrie
- Manoir de La Poultière, Vitré  (Ille et Vilaine)

- La Motte, Champeaux (Ille et Vilaine)

- Manoir de La Gaulayrie, Pocé les Bois (Ille et Vilaine)

« La Gaulayrie » ou Gaulairie est le nom d’une terre et d’un manoir (XVIe/XVIIe siècles) sur la commune de Pocé-les-Bois, dont les plus anciens propriétaires connus sont Perrine Tirel, Dame de la Gaulayrie, et son époux (vers 1590) Gilles de Gennes. La famille Tirel a notamment produit André Tirel, qui était au nombre des membres fondateurs de la Confrérie des Marchands d'Outre-Mer, en 1473.

Le manoir de la Gaulayrie fut acquis en 1742 par Pierre Frain de la Motte (Advocat du Roy et Procureur fiscal de la Baronnie de Vitré, fils de Jean Frain de la Motte), auprès des neveux et nièces de sa défunte mère, Marguerite de Gennes, Dame de la Gaulayrie. Pierre Frain de la Motte y fit adjoindre une chapelle en 1755, éloignée de la maison de maître de huit à dix pieds, de sorte cependant qu'on peut entendre la messe de la grande chambre.
Ce manoir était encore la propriété d'un membre de la famille Frain de la Gaulayrie à la fin des années 1980.

## Alliances
Les principales alliances de la famille et de ses branches sont[réf. nécessaire] :

### Branche de La Villegontier
Le Corvaisier (1630), Grout (1660), de Bregel (1696), de La Belinaye (1727, 1876), de Farcy (1748), Fournier de Pellan (1775), de Boisgelin (1806), Malboz (1838), de Froment-Fromentes (1846), Frotier de Bagneux (1899).

### Branche de La Gaulayrie
Mazurais (v.1520), Lambaré (v.1559), Clymeau (v.1610), du Perron (1640), de Gennes (1687), Grimaudet de Gazon (vers 1710), de Berthois, du Chemin de la Brochardière, Hardy du Rocher, Séré du Mesnil, Charil des Mazures, du Breil le Breton, de Ladvocat (1807), Dugué de la Touche (1839), du Bois de la Cotardière (1869), Rolland de Rengervé (1870), François du Temps (1872), de Kerouallan (1894), Jouan de Kervenoaël (1908), Treton de Vaujuas de Langan (1943), Chossat de Montburon (1945), Tabariès de Grandsaignes (1946), Dannery (1972), Callies (1980), Rossel (1987), Declercq (1988), Ballivet de Régloix (2017).